# 385e Infanteriedivisie (Duitsland)
De Duitse 385e Infanteriedivisie (Duits: 385. Infanterie-Division) — bijgenaamd de Rheingold — was een Duitse infanteriedivisie tijdens de Tweede Wereldoorlog. De divisie werd opgericht op 10 januari 1942.
De divisie was onderdeel van het Italiaanse 8e Leger. Begin 1943 werd de divisie vernietigd en op 17 februari 1943 werden de restanten van de divisie samengevoegd met de restanten van de Duitse 387e Infanteriedivisie. De twee samengevoegde divisies gingen verder onder de naam "Duitse 387e Infanteriedivisie".

## Bevelhebbers
- General der Infanterie Karl Eibl, (7 januari 1942 - 18 december 1942)
- Generalmajor Eberhard von Schuckmann, (18 december 1942 - 15 februari 1943)